# Élection présidentielle népalaise de 2023
L'élection présidentielle népalaise de 2023 a lieu au scrutin indirect le 9 mars 2023 afin d'élire le président de la République du Népal. L'élection de son vice-président a lieu dans la foulée le 17 mars. 
La présidente sortant Bidya Devi Bhandari, du Parti communiste marxiste-léniniste unifié (PCM-LU), n'est pas rééligible, la constitution de 2015 limitant à deux le nombre de mandats présidentiels consécutifs.
Le choix des candidats fait l'objet d'intenses négociations entre les différents partis du pays. Le Congrès népalais (CN) dans l'opposition, parvient à convaincre le Parti communiste unifié du Népal (maoïste), du Premier ministre Pushpa Kamal Dahal et partenaire de coalition du PCM-LU, d'opérer un retournement d'alliance et soutenir la candidature d'un membre du CN, Ram Chandra Poudel. Ce dernier remporte l'élection par 68,54 % des voix. Ramsahay Sahaya Yadav est par la suite élu à la vice-présidence.

## Contexte

### Présidentielle de 2018

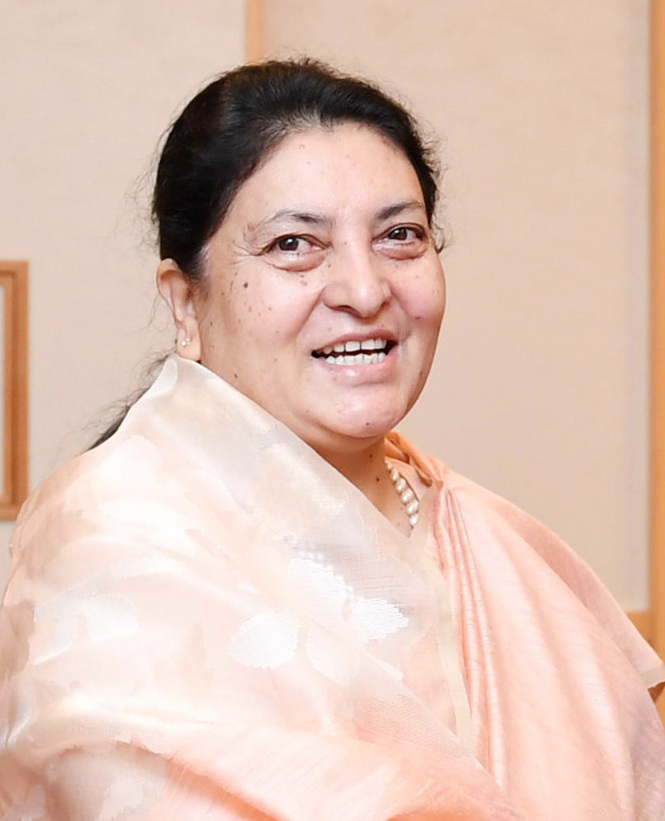
Bidya Devi Bhandari

L'élection présidentielle de mars 2018 marque la fin d'une décennie de transition post-révolutionnaire. La révolution ayant mené le 28 mai 2008 à l'abolition de la monarchie et à la fin de la rébellion maoïste a en effet conduit le pays à mettre en œuvre une longue transition politique, qui aboutit dix ans plus tard à l’avènement de la première république fédérale népalaise. La vie politique du pays est alors dominée par trois partis : le Parti communiste maoïste (PCM, extrême gauche), le Congrès népalais (CN, centre gauche) et le Parti communiste marxiste-léniniste unifié (PCM-LU, centre gauche, malgré son nom). La candidate du Parti communiste marxiste-léniniste unifié, Bidya Devi Bhandari, est élue première femme présidente de la République en 2015, et se voit chargée d'assurer la transition jusqu'à la mise en place définitive des institutions prévues par la constitution de 2015. Les élections législatives organisées fin 2017 conduisent notamment à la formation d'une coalition entre le PCM-LU et le PCM, leurs dirigeants s'accordant par ailleurs sur la formalisation de leur alliance via la fusion prochaine des deux parti en un seul Parti communiste. Bénéficiant du soutien des deux partis, Bidya Devi Bhandari est ainsi largement réélue en 2018 pour un second mandat, son seul opposant, Kumari Laxmi Rai (CN), n'obtenant que 23 % des voix du collège électoral. Son vice-président Nanda Kishor Pun, également membre du PCM-LU, est lui aussi réélu en l'absence d'opposants,. 

### Instabilité gouvernementale
Le gouvernement communiste dirigé par le Premier ministre Khadga Prasad Oli est cependant l'objet de tensions internes qui culminent avec le dépôt d'une demande de mise au vote d'une motion de censure pour le dimanche 20 décembre 2020. Oli réagit en demandant à la présidente Bidya Devi Bhandari la dissolution de la chambre avant que ne puisse être votée la motion, une décision qui provoque de vives critiques au sein de la classe politique népalaise et plusieurs manifestations à son encontre,,. La Cour suprême annule cependant la dissolution le 23 février 2021, avant de juger invalide la fusion des deux partis communistes. Le Premier fait l'objet d'un vote de censure défavorable, mais tente de se maintenir avec le soutien de la présidente qui le renomme à son poste, puis convoque à sa demande des élections anticipées, à leur tour annulées par la  Cour constitutionnelle,. L'opposition menée par le Congrès népalais de Sher Bahadur Deuba, parvient avec le soutien du Parti communiste maoïste et d'une vingtaine de dissidents du Parti communiste marxiste-léniniste unifié à former en juillet 2021 un nouveau gouvernement, qui porte Deuba au poste de Premier ministre après un vote de confiance réussi,.
Bien qu'à un poste essentiellement honorifique, la présidente Bidya Devi Bhandari se retrouve ainsi en situation de cohabitation du fait de son soutien affirmé à l'ancien Premier ministre. Elle n'est cependant pas candidate à sa réélection en 2023, la constitution de 2015 limitant à deux le nombre de mandats présidentiels et vice-présidentiels consécutifs. L'élection présidentielle en devient ainsi très ouverte, quelques mois après les élections législatives et provinciales de novembre 2022, qui conduisent à une recomposition du collège électoral.

### Situation après les législatives de 2022

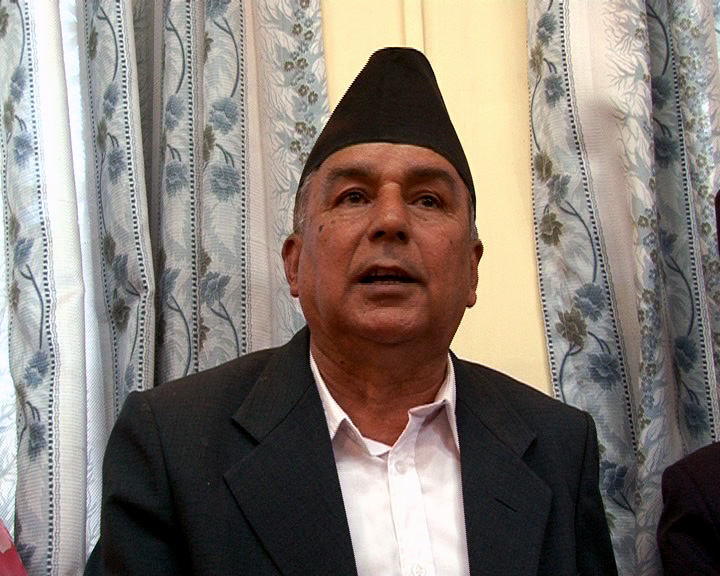
Ram Chandra Poudel

Les législatives conduisent finalement le Parti communiste maoïste a renouer avec le Parti communiste marxiste-léniniste unifié (CPN-MLU), le premier obtenant en retour le poste de Premier ministre pour son dirigeant, Pushpa Kamal Dahal. Ce dernier forme un gouvernement de coalition avec le Parti national indépendant et le Parti Janamat qui bénéficie de la majorité absolue à la Chambre des représentants. L'accord conclu entre Dahal et Oli prévoit que le premier conserve le poste de Premier ministre pour la première moitié du mandat de cinq ans de la chambre, puis le laisse au second pour la seconde moitié. Est également prévu l'élection d'un candidat à la présidence qui soit membre du PCN(MLU). 
La Présidente Bhandari convoque la session inaugurale de la Chambre des représentants pour le 9 janvier. Le lendemain, Pushpa Kamal Dahal reçoit la confiance de la quasi-totalité de la chambre, 268 des 270 représentants présents votant en sa faveur, là où la majorité absolue du total des membres était nécessaire, soit 138 voix. Le Congrès népalais et ses alliés décident en effet de voter également pour Dahal de manière à démontrer qu'un écartement du PCN(MLU) en leur faveur est toujours possible. Cette politique provoque de fait des dissensions quant au choix d'un candidat à l'élection présidentielle, Oli insistant pour que soit élu un candidat du PCN(MLU), comme convenu dans leur accord. Après le vote quasi unanime de la confiance au gouvernement, Dahal se déclare cependant ouvertement favorable à la désignation d'un candidat de consensus, apolitique,.
Malgré une entrevue de dernière minute entre Oli et Dahal le 24 février 2023, ce dernier annonce le même jour le soutien de sept partis — le Parti communiste unifié du Népal (maoïste), le Parti communiste du Népal (socialiste unifié), le Parti socialiste populaire du Népal, le Parti Janamat, le Front populaire national, le Parti socialiste démocratique du Népal et le Parti de la liberté du peuple — envers la candidature de l'ancien président de la Chambre des représentants Ram Chandra Poudel, avancée par le Congrès népalais, ainsi que le rétablissement à venir de l'alliance au pouvoir avant les législatives. 
Le CPN-UML présente quant à lui la candidature de Subash Chandra Nemwang, ancien président de la première assemblée constituante népalaise.

## Mode de scrutin
Le président de la République est élu au scrutin indirect majoritaire à trois tours par un collège électoral composé des membres des deux chambres du parlement fédéral — la Chambre des représentants et l'Assemblée nationale — et de ceux des 7 assemblées provinciales. La durée de son mandat est de cinq ans, renouvelable une seule fois. Son rôle est essentiellement représentatif. Un vice-président, élu par le collège dans la semaine suivant l'élection du président selon la même procédure, assure ses fonctions en son absence. Il ne peut être à la fois du même sexe et de la même communauté que le président.
Le collège électoral est composé de 884 grands électeurs, la Chambre des représentants, l'Assemblée nationale ainsi que les 7 assemblées provinciales étant respectivement dotées au total de 275, 59 et 550 membres. A la Chambre des représentants, deux sièges sont cependant vacants fin février 2023, et un autre membre retenu dans le cadre d'une affaire judiciaire, réduisant le collège à 881 grands électeurs,,.
Les votes des différents membres n'ont cependant pas tous le même « poids » en voix, fixé par une loi électorale. Ce poids est calculé en fonction de la population totale du pays au dernier recensement, divisée par le total de membres des assemblées provinciales et arrondis à l'unité supérieure, ce qui donne le poids des votes des parlementaires provinciaux. Ce poids est ensuite multiplié par 1,64 et arrondis à l'unité supérieure pour donner le poids des votes des membres du parlement fédéral. Ils étaient ainsi respectivement de 48 et 79 voix lors de l'élection présidentielle de 2018,, un ratio qui reste inchangé lors du scrutin de 2023.
Est élu au premier tour le candidat qui reçoit la majorité absolue de l'ensemble des voix du collège. A défaut, un second tour est organisé entre les deux candidats arrivés en tête au premier tour, avec la même majorité à atteindre. Comme cette dernière est fixé sur le total des voix des membres du collèges et non sur la base des voix valides, il est possible du fait de l'abstention et des votes blancs et nuls qu'aucun candidat n'atteigne la majorité nécessaire, même au second tour. Dans ce cas de figure, un troisième tour est organisé, pour lequel est élu le candidat qui obtient la majorité absolue des voix valides.
Les candidats à la présidence et à la vice-présidence doivent être âgés d'au moins quarante-cinq ans, être citoyens népalais de naissance, et recevoir le soutien de cinq membres du collège électoral pour proposer leur candidature, puis recevoir pour celle-ci le soutien de cinq autres membres.

## Résultats
| Candidat                 | Candidat                 | Parti                    | Vote    | Vote       | Vote  | Total des voix | %     |
| Candidat                 | Candidat                 | Parti                    | Fédéral | Provincial | Total | Total des voix | %     |
| ------------------------ | ------------------------ | ------------------------ | ------- | ---------- | ----- | -------------- | ----- |
|                          | Ram Chandra Poudel       | CN                       | 214     | 352        | 566   | 33 802         | 68,54 |
|                          | Subash Chandra Nemwang   | PCM-LU                   | 98      | 162        | 260   | 15 518         | 31,46 |
|                          |                          |                          |         |            |       |                |       |
| Votes valides            | Votes valides            | Votes valides            | 312     | 514        | 826   | 49 320         | 99,40 |
| Votes blancs             | Votes blancs             | Votes blancs             | 1       | 4          | 5     | 271            | 0,60  |
| Total                    | Total                    | Total                    | 313     | 518        | 831   | 49 591         | 100   |
| Abstentions              | Abstentions              | Abstentions              | 18      | 32         | 50    | 2 958          | 5,68  |
| Inscrits / participation | Inscrits / participation | Inscrits / participation | 331     | 550        | 881   | 52 549         | 94,32 |
| Non inscrits             | Non inscrits             | Non inscrits             | 3       | 0          | 3     | 237            | –     |

## Suites
Élu à une large majorité, Ram Chandra Poudel prend ses fonctions le 13 mars, marquant ainsi une alternance à la tête de l’État au profit du Congrès népalais. Le candidat communiste Subash Chandra Nemwang ne réunit les voix que de son parti, ses alliés du Parti national démocratique et d'une partie du Parti des travailleurs et des paysans préférant finalement s'abstenir. L'élection marque surtout la recomposition de la coalition gouvernementale du Premier ministre Dahal, moins de trois mois après les élections législatives l'ayant porté au pouvoir.

### Élection vice-présidentielle

#### Candidatures
L'élection du vice-président intervient huit jours plus tard, le 17 mars. Comme la présidente Bidya Devi Bhandari, le vice-président sortant Nanda Kishor Pun, du même parti qu'elle, n'est pas éligible à sa réélection après deux mandats. Pour la première fois depuis l'entrée en vigueur de la constitution de 2015, plusieurs candidats sont en lice. L'élection est par ailleurs plus ouverte que celle du président, les différents partis coalisés ne s'entendant cette fois pas à l'avance sur un candidat commun.
Après avoir décroché la présidence, le Congrès népalais décide en effet de ne pas présenter de candidat de son parti, au profit de candidatures de ses alliés. Les principaux membres de la coalition au pouvoir s'engagent alors à soutenir la proposition de candidature du Parti socialiste populaire (PSP-N). Ce dernier soumet celle de son dirigeant Ramsahay Sahaya Yadav. La commission électorale intervient cependant dans le processus de désignation pour rappeler que l'article 70 de la constitution impose que le président et le vice président ne soit pas de même sexe ou de même communauté. Ram Chandra Poudel étant un homme de l'ethnie Khas, la commission interprète l'article 70 comme une obligation de n'accepter que les candidatures de femmes non Khas. Le PSP-N décide alors de présenter également la candidature de Pramila Yadav,. 
Le Parti Janamat, également allié au congrès, présente la candidature de Mamata Jha. Le Parti de la liberté du peuple tente de présenter la candidature de Ranjeeta Shrestha mais celle ci, agée de 40 ans, ne remplit pas la limite minimum de candidature fixée à 45 ans. Le PCM-LU présente quant à lui la candidature de la présidente adjointe du parti, Astha Laxmi Shakya, une ancienne ministre. 
La candidature de Ramsahay Sahaya Yadav n'ayant pas été retirée, plusieurs parlementaires dont Mamata Jha et Astha Laxmi Shakya déposent un recours demandant son annulation. La Commission électorale finit cependant par revenir sur son interprétation de l'article 70, qu'elle considère finalement comme une interdiction pour le vice président d'être à la fois du même sexe et de la même communauté que le président. À la suite de cette décision, Pramila Yadav annonce retirer sa candidature.

#### Résultats de l'élection vice-présidentielle
| Candidat                 | Candidat                 | Parti                    | Vote    | Vote       | Vote  | Total des voix | %     |
| Candidat                 | Candidat                 | Parti                    | Fédéral | Provincial | Total | Total des voix | %     |
| ------------------------ | ------------------------ | ------------------------ | ------- | ---------- | ----- | -------------- | ----- |
|                          | Ramsahay Sahaya Yadav    | PSP-N                    | 184     | 329        | 513   | 30 328         | 61,59 |
|                          | Astha Laxmi Shakya       | PCM-LU                   | 104     | 169        | 273   | 16 328         | 33,16 |
|                          | Mamata Jha               | Janamat                  | 23      | 15         | 38    | 2 537          | 33,16 |
|                          | Pramila Yadav            | PSP-N                    | 0       | 1          | 1     | 48             | 0,10  |
|                          |                          |                          |         |            |       |                |       |
| Votes valides            | Votes valides            | Votes valides            | 311     | 514        | 825   | 49 241         | 99,52 |
| Votes blancs             | Votes blancs             | Votes blancs             | 0       | 4          | 4     | 192            | 0,48  |
| Total                    | Total                    | Total                    | 311     | 518        | 829   | 49 433         | 100   |
| Abstention               | Abstention               | Abstention               | 20      | 32         | 52    | 3 116          | 5,90  |
| Inscrits / participation | Inscrits / participation | Inscrits / participation | 331     | 550        | 881   | 52 549         | 94,10 |